# Sent Naufari
Sent Naufari (en francès Saint-Nauphary) és un municipi francès situat al departament de Tarn i Garona i a la regió d'Occitània.

## Demografia
| 1962                                       | 1968 | 1975 | 1982  | 1990  | 1999  | 2006  |
| ------------------------------------------ | ---- | ---- | ----- | ----- | ----- | ----- |
| 717                                        | 720  | 802  | 1.015 | 1.208 | 1.225 | 1.546 |
| Des de 1962: població sense dobles comptes |      |      |       |       |       |       |

## Administració
| Període | Identitat         | Partit |
| ------- | ----------------- | ------ |
| 2001-   | Bernard Paillares | UMP    |